# III. (IV.) István pápa
III. (IV.) István (latinul: Stephanus), (723 k., Tossina vára, Siracusa – 772. január 24., Róma) lépett a pápai trónra 95.-ként a történelem folyamán 768. augusztus 1-én. A hivatalos vatikáni iratok III. Istvánként emlékeznek meg róla, hiszen II. István megválasztása óta az István nevű egyházfők számozása eltér a történészek és a klérus szerint. István csak hosszas viták, és harcok után léphetett trónra. Jó kapcsolatban maradt a frankokkal, de Desiderius longobárd király sok fejtörést okozott a pápának. Pontifikátusa alatt 769-ben egy fontos zsinatot hívott össze.

## Élete
720 körül látta meg a napvilágot Szicíliában. Apját Olivusnak hívták. Papi hivatását bencés szerzetesként kezdte, ahol hamar elismert tudásra tett szert. Igazán csak később került a klérus legfőbb hivatalának közelébe. I. Pál pápa halála után a pápaválasztó zsinaton Toto, a szíriai Nepi hercege toszkánai katonák segítségével a választáson részt vevő katonákat meggyőzte, hogy egy laikust, II. Konstantint válasszák meg egyházfőnek. A seregnek sikerült is Konstantint a pápai trónra ültetni, de hivatalosan a klérus nem volt hajlandó megerősíteni őt hivatalában. Így Kristóf pápai kancellárja a longobárd uralkodó, Desiderius segítségét kérte a törvénytelen egyházfő eltávolításához. A király katonái 768 júliusában végül sikerrel lemondatták Konstantint, de a longobárdok vezére, Waldipert 768. július 31-én önkényesen Fülöpöt tette meg az egyház fejének. A klérus a szerzetes kinevezését sem akarta elfogadni, és még aznap meg is fosztották hivatalától. Ekkor került a viták középpontjába István, akit a klérus nyomására 768. augusztus 1-jén választottak meg. Ugyanazon a napon fel is szentelték a hivatalos egyházfőt.
István első dolga volt, hogy eltörölje az ellenpápák minden intézkedését. 769 áprilisában Rómába zsinatot hívott össze. Ennek a gyűlésnek a legfőbb témáját Konstantin ellenpápává választása adta, ugyanis a klérust mélyen felháborította, hogy egy laikus ember tölthette be ezt a pozíciót. A zsinat úgy határozott, hogy laikusok többé nem vehetnek részt a pápaválasztáson, és az egyházfő is csak a bíborosok közül kerülhet ki. A római nép jogát a megerősítésre korlátozták.
771-ben Frankföldnek új uralkodója lett. Nagy Károly udvarával István kitűnő kapcsolatokat épített ki, és a frankokkal együttműködve elérte, hogy a longobárdok bizonyos területeket visszaadjanak a pápának. Azonban Desiderius király is értett a diplomáciához, és hamarosan férjül adta leányát Nagy Károlyhoz. Ezzel szövetségre lépett István egyik legnagyobb ellenfelével.
Az új Karoling uralkodó trónra lépésének esztendejében István megbetegedett. A súlyos beteg egyházfőt kijátszva Desiderius szövetségesévé tette a pápa kancellárját, Afiarta Pált, akinek segítségével több személyi döntést is kikényszerített az egyházfőből, amelyek nem voltak igazságosak. A longobárd király Isztria klérusát is megpróbálta skizmába taszítani, de végül István levele meggátolta Desiderius kísérletét.
Hosszú szenvedés után végül 772. január 24-én halt meg.

## Művei
- Documenta Catholica Omnia (latin nyelven). (Hozzáférés: 2011. december 6.)